# Valls
Valls (katalanskt uttal: [baʎs]) är en stad och kommun i provinsen Tarragona i den autonoma regionen Katalonien i nordöstra Spanien. Staden ligger cirka 18,5 kilometer norr om Tarragona. Kommunen har 25 047 invånare (2024), på en yta av 55,57 km². Valls är huvudort i comarcan Alt Camp. Kommunen gränsar till Figuerola del Camp, El Pla de Santa Maria, Alió, Puigpelat, Vallmoll, La Masó, El Milà, Alcover, La Riba och Montblanc.
Den typiska maträtten är calçots och typiska är också de mänskliga tornen som kallas castell. Valls är födelseort för författaren Narcís Oller och för kompositören Robert Gerhard.

## Vänorter
- Andorra la Vella, Andorra (1967)[3]